# Mosteiro de Santa Maria de Carvoeiro

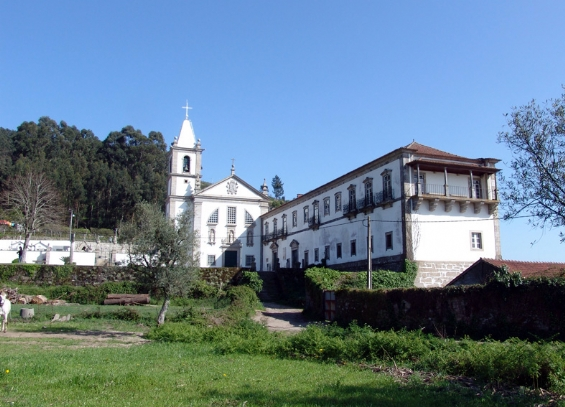
Convento Santa Maria de Carvoeiro

O Mosteiro de Santa Maria de Carvoeiro, também referido como Mosteiro Beneditino no Carvoeiro e Mosteiro de Santa Maria, localiza-se no Carvoeiro, na atual freguesia de Barroselas e Carvoeiro, no Município de Viana do Castelo, no Distrito de Viana do Castelo, em Portugal.
O Mosteiro de Santa Maria de Carvoeiro era masculino e pertencia à Ordem de São Bento.

## História
A tradição dita que terá sido reedificada por D. Afonso Henriques, após destruição à mão dos mouros na invasão, reedificação atribuída a Paio Guterres.
A sua primeira referência documental encontra-se na sua carta de couto de 1129, sendo então o seu padroeiro o nobre Sarracino Osores (da Casa de Ribadouro).
No mosteiro estaria enterrado Nuno Soares Velho, o postrimeiro.
O seu primeiro abade comendatário seria D. Diogo Pinheiro, bispo do Funchal, pelo menos desde 1500. A Congregação de São Bento de Portugal tomou posse do mosteiro em 1588, governando a partir de então abades trienais.
Encerrado como consequência da extinção das ordens religiosas em 1834.